# Anstenoptilia
Anstenoptilia là một chi bướm đêm thuộc họ Pterophoridae.

## Các loài
- Anstenoptilia hugoiella Gielis, 1996
- Anstenoptilia marmorodactyla (Dyar, 1903)